# جون برات (سياسي كندي)
جون برات هو محامي وسياسي كندي، ولد في 22 أكتوبر 1894، وتوفي في 29 نوفمبر 1973.